# Гончар, Денис Викторович
Денис Викторович Гончар (род. 22 июля 1986 года, Кишинёв) — российский альтист, музыкальный педагог, артист Заслуженного коллектива России академического симфонического оркестра Санкт-Петербургской филармонии им. Д. Д. Шостаковича.

## Биография
В 1993 году поступил в лицей им. С. В. Рахманинова (г. Кишинев) по классу скрипки. Педагог А. П. Гусева.
В 2002 году переехал в Санкт-Петербург и поступил в музыкальную школу-десятилетку (ныне — средняя специальная музыкальная школа-колледж Санкт-Петербургской государственной консерватории имени Римского-Корсакова) по классу альта к Заслуженному Артисту России В. И. Стопичеву.
С 2005 по 2010 год учился в С-Пб гос. Консерватории им. Римского-Корсакова в классе В. И. Стопичева.
В 2013 году поступил в аспирантуру С-Пб гос. Консерватории им. Римского-Корсакова. Педагог В. И. Стопичев.
С 2009 года артист Заслуженного коллектива России академического симфонического оркестра Санкт-Петербургской филармонии им. Д. Д. Шостаковича.
С 2013 года педагог С-Пб училища им. Мусоргского.
Лауреат международных конкурсов.
1995 год — 1 премия международного конкурса в городе Тулча (Румыния)
2008 год — 1 премия международного конкурсы им. Мравинского
2013 год — гран-при международного конкурса им. Ельского
Гастролирует с сольными концертами по городам СНГ и Европы